# 내 친구 아서

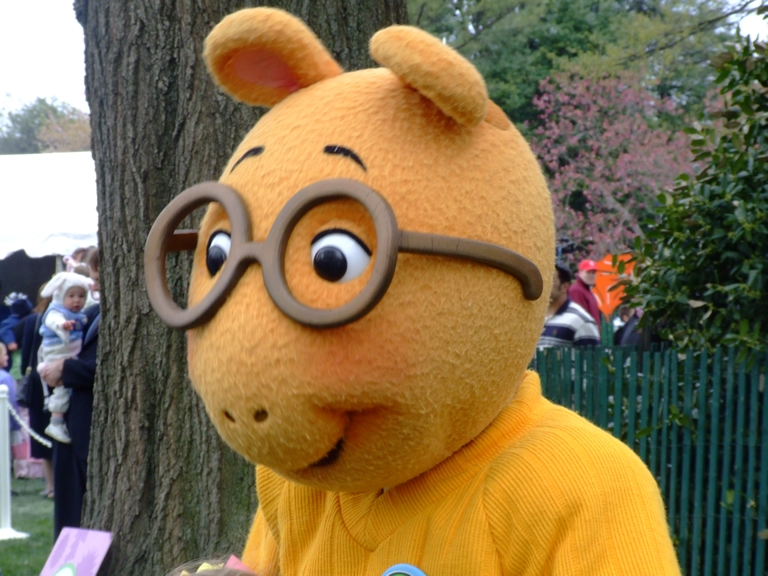
아서 탈을 쓴 모습

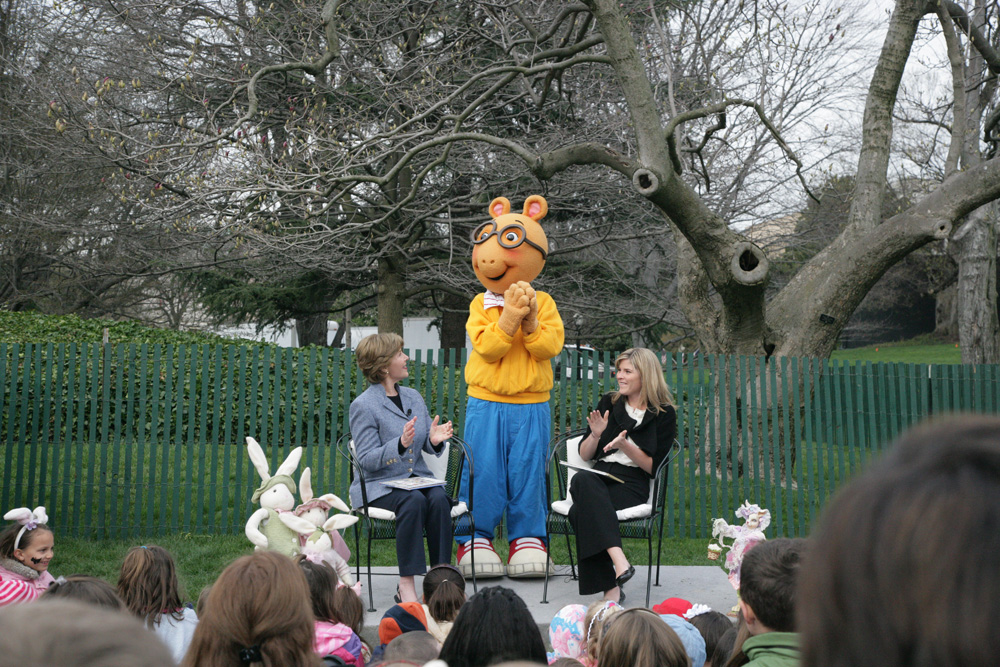

내 친구 아서는 미국과 캐나다에서 오랜기간 방송되고 있는 아이들을 위한 교육프로그램이다. 전 세계 82개국에서 방송됐다.
우리나라에서는 대교어린이TV와 EBS에서 방송됐다. (1999년~2001년, 2006년)
배경은 미국 인디애나주의 엘우드와 캐나다 몬트리올이며 EBS2에서는 한국버전과 캐나다버전을 번갈아 방송한다.
현재 EBS1에서는 2013년 가을개편으로 새로운 에피소드를 방영중이다.

## 등장 인물
성우는 대교/EBS 순.
- 아서 리드 - 이미자/정옥주

주인공. 안경을 끼고있는 땅돼지
- 버스터 백스터 - 우정신/유지영 (2000년 ~ 2001년) → 문남숙 (2013년 ~ 현재)

아서의 단짝친구이다. 토끼. 부모님이 이혼하셔서 어머니와 같이 살고 있다. 낙천적이고 적극적인 성격.
- 브레인 - 김필진/최향윤 (2000년 ~ 2001년) → 전해리 (2013년 ~ 현재)

공부를 아주 잘하는 아서의 친구이다. 공부를 아주 잘하는 데도 불구하고 비디오게임을 많이 할때도 있다.
- 도라 위니프레드 리드 - 이선주/홍소영

아서의 여동생. 단것을 좋아하며,장난기 많은 소녀. 샤키인형과 상어를 좋아한다. '도라의 물공포증' 'D.W all wet'편에서 문어를 무서워하게 되었다.
- 빙키 반스 - 전광주/이소영

아서의 친구이며 개구쟁이이다. 폭력적인것을 좋아하나, 행동을 한적 은 거의없다. 왜냐하면 (폭력적인)행동을 하려고 할 때 자기 자신이 죄책감,혐오감을 느낀다.유급위기에 의해 학교를일 년 늦었다.
그래서 '아서의 젓니' 'Arthur's tooth' 편에서도 아서의 부탁으로 흔들리는 이빨을 주먹으로 때려서 빼라는 부탁도 자기 자신이 죄책감,혐오감을 느껴서 실패했다. 사회에 관심이 많다.
- 프랜신 프렌스키 - 이계윤/문지현 (2000년 ~ 2001년) → 김은아 (2013년 ~ 현재)

아서의 친구. 운동신경이 매우좋아, 운동경기에서 아서와 다른친구들이 선호하는인물. 그러나 운동경기에 경쟁력이 높아 애들을 놀릴 때도있지만, 친절한 친구.
- 머피 크로스와이어 - 윤미나/함수정 (2000년) → 장경희 (2001년) → 이혜영 (2006년) → 이주희 (2013년 ~ 현재)

아서의 친구. 부잣집 딸이며 가문, 잘난 척하기를 좋아한다. 아빠(에드 크로스와이어)는 크로스와이어모터 사장이다. 움직이는 걸 싫어해 학교에서 100m 도 안되는곳에서 프렌신이 "학교로 걸어가자." 고 했을 때 "지금 장난하니." 라고 할정도다.
- 래트번 - 변현우/엄상현

아서의 선생님이다. 모든 학생들은 '무서운 선생님' 이라고 알려져있는데 사실은 성격이 순하며, 공부와 숙제를 과도하게 내준다.
- 헤이니 - 이상헌/이종구 (2000년 ~ 2001년) → 홍진욱 (2013년 ~ 현재)

아서가 다니는 학교의 교장 선생님이다.
- 넬라 - 정윤정 (EBS, 2000년 ~ 2001년, 2013년 ~ 현재)
- 데이빗 리드- 신한호/이인성 (2000년 ~ 2001년) → 홍진욱 (2013년 ~ 현재)

아서의 아빠: 직업은 요리사이다.
- 아서의 엄마(제인 리드) - 안현서/이향숙 (2000년 ~ 2001년) → 문남숙 (2013년 ~ 현재) 직업은 회계사이다.
- 케이트

아서의 막내동생. 많이울어대고 아서의강아지 팔과 같이논다.
- 아서의 할머니 - 유재옥 (EBS, 2000년 ~ 2001년)
- 아서의 할아버지 - 김무규?
- 월버 레빗

슈퍼토끼쇼에서 슈퍼토끼로 나온다. 슈퍼토끼쇼에서 몸짱으로 나오나, 실제는 꽤 뚱뚱하다. 아서리드와 버스터 백스터한테 싸인도 해주었다.
- 샤키: 도라 위니프레드 리드가 아끼는 상어인형. 어떨때는 사람들이 살아있는겄처럼 착각할때도 있다.

## 각 화별 제목

### 시즌 1 (1996년~1997년)
1. 아서의 시력(Arthur's Eyes)/프랜신의 학교 사진 찍기(Francine's Bad Hair Day)
2. 아서와 래트번 선생님의 정체(Arthur and the Real Mr. Ratburn)/아서의 철자 외우기 대회(Arthur's Spelling Trubble)
3. 도라의 물 공포증(D.W. All Wet)/공룡에 빠진 버스터(Buster's Dino Dilemma)
4. 도라의 상상속의 친구(D.W.'s Imaginary Friend)/아서가 잃어버린 책(Arthur's Lost Library Book)
5. 아서의 애완동물 사업(Arthur's Pet Business)/따라쟁이 도라(D.W. the Copycat)
6. 도서관에 갇힌 아서와 프랜신(Locked in the Library!)/범인으로 몰린 아서(Arthur Accused!)
7. 캠프에 간 아서(Arthur Goes to Camp)/유급 위기에 처한 버스터(Buster Makes the Grade)
8. 아서의 강아지(Arthur's New Puppy)/아서의 달나라 신발(Arthur Bounces Back)
9. 아서의 아이 돌보기(Arthur Babysits)/아서의 사촌(Arthur's Cousin Catastrophe)
10. 아서의 생일(Arthur's Birthday)/프랜신, 주인공 되다(Francine Frensky, Superstar)
11. 아서의 아기 돌보기(Arthur's Baby)/도라의 아기 돌보기(D.W.'s Baby)
12. 아서, 작가가 되다(Arthur Writes a Story)/아서, 팔을 잃어버리다(Arthur's Lost Dog)
13. 스팽키 안녕(So Long, Spanky)/버스터의 새 친구(Buster's New Friend)
14. 파괴자 아서(Arthur the Wrecker)/아서와 정직한 프랜신(Arthur and the True Francine)
15. 아서 가족 캠프(Arthur's Family Vacation)/데이브 할아버지 농장(Grandpa Dave's Old Country Farm)
16. 아서와 크런치 시리얼 대회(Arthur and the Crunch Cereal Contest)/도라의 도전(D.W. Flips)
17. 1주일간의 내기(Meek for a Week)/세상에서 가장 위대한 절도범, 아서(Arthur, World's Greatest Gleeper)
18. 수두에 걸린 아서(Arthur's Chicken Pox)/너무 아파요(Sick as a Dog)
19. 도라, 다시 자전거에 도전하다(D.W. Rides Again)/야구팀에 들어간 아서(Arthur Makes the Team)
20. 비오는 날은 지루해(Arthur's Almost Boring Day)/할머니의 끔찍한 요리솜씨(The Half-Baked Sale)
21. 새 이웃이 된 수 엘렌(Sue Ellen Moves In)/완벽한 형제(The Perfect Brother)
22. 사라진 눈덩이(D.W.'s Snow Mystery)/팀의 분열(Team Trouble)
23. 심술쟁이 빙키(Bully for Binky)/신기한 점(Misfortune Teller)
24. 아서의 젖니(Arthur's Tooth)/길을 잃은 도라(D.W. Gets Lost)
25. 루시 이모의 결혼식(D.W. Thinks Big)/청소부 아서(Arthur Cleans Up)
26. 청소부 아빠(My Dad, the Garbage Man)/프랜신과 머피의 동거(Poor Muffy!)
27. 도라의 담요(D.W.'s Blankie)/랫번 선생님의 여동생, 대리교사로 오다(Arthur's Substitute Teacher Trouble)
28. 나는야 시인(I'm a Poet)/무서운 이야기 클럽 책 지키기(The Scare-Your-Pants-Off Club!)
29. 클럽의 규칙(My Club Rules)/프랜신의 낡은 자전거(Stolen Bike)
30. 아서의 첫 야영(Arthur's First Sleepover)/아서의 새해 맞이하기(Arthur's New Year's Eve)

### 시즌 2 (1997년~1998년)
1. 로저스 씨의 방문(Arthur Meets Mister Rogers)/만화 그리기(Draw!)
2. 미술 전문가 빙키(Binky Barnes, Art Expert)/아서의 행운의 연필(Arthur's Lucky Pencil)
3. 도라의 까다로운 식성(D.W. the Picky Eater)/버스터와 무모한 도전자들(Buster and the Daredevils)
4. 영화배우 아서(Arthur Makes a Movie)/도라의 벌서기(Go to Your Room, D.W)
5. 바지 소동(Arthur's Underwear)/프랜신의 말타기(Francine Frensky, Olympic Rider)
6. 고양이를 구한 버스터(Buster Baxter, Cat Saver)/도라의 노래 사랑(Play it Again, D.W.)
7. TV 없는 일주일(Arthur's TV-Free Week)/밤이 무서워요(Night Fright)
8. 아서와 피아노의 대결(Arthur vs. the Piano)/큰 싸움(The Big Blow-Up)
9. 아서가 없어졌어요(Lost!)/여름이 너무 짧아요(The Short, Quick Summer)
10. 워싱턴에 간 도라(D.W. Goes to Washington)/의문의 봉투(Arthur's Mystery Envelope)
11. 도라의 사슴 친구(D.W.'s Deer Friend)/버스터, 책과 씨름하다(Buster Hits the Books)
12. 아서의 떠나간 친구(Arthur's Faraway Friend)/아서와 사교댄스(Arthur and the Square Dance)
13. 물과 브래인(Water and the Brain)/썰렁한 아서(Arthur the Unfunny)
14. 수 엘렌의 잃어버린 일기장(Sue Ellen's Lost Diary)/아서의 무릎(Arthur's Knee)
15. 할머니의 날(Grandma Thora Appreciation Day)/펀의 파자마 파티(Fern's Slumber Party)
16. 머피의 연애 편지(Love Notes for Muffy)/도라의 후루라기(D.W. Blows the Whistle)
17. 프랜신의 방 새로 꾸미기(Francine Redecorates)/패배자, 아서(Arthur the Loser)
18. 아서와 못된 건널목 안전 지킴이(Arthur vs. the Very Mean Crossing Guard)/도라가 기분이 안 좋은 이유(D.W.'s Very Bad Mood)
19. 도라와 아서의 한 판 승부(D.W.'s Name Game)/줍는 사람이 임자(Finders Key-pers)
20. 머피의 쿠키 만들기(How the Cookie Crumbles)/수 엘레의 여동생(Sue Ellen's Little Sister)

### 시즌 3 (1998년~1999년)
1. 돌아온 버스터(Buster's Back)/버스터는 외로워(The Ballad of Buster Baxter)
2. 도라의 소방 훈련(D.W., All Fired Up)/내가 읽고 싶어요(I'd Rather Read It Myself
3. 아서의 머피 따라하기(Arthur Goes Crosswire)/수 엘렌과 브래인의 공룡 만들기(Sue Ellen and the Brainasaurous)
4. 가족의 역사(Background Blues)/어린이 프로그램 출연(And Now Let's Talk to Some Kids)
5. 감자칩 소동(The Chips are Down)/감자칩의 복수(Revenge of the Chip)
6. 빙키가 지배하는 세상(Binky Rules)/빙키를 만나다(Meet Binky)
7. 아서의 유행 따라가기(Arthur Rides the Bandwagon)/아빠의 후식(Dad's Dessert Dilemma)
8. 청소년 잡지 소동(Popular Girls)/억울한 버스터(Buster's Growing Grudge)
9. 아서의 보물찾기(Arthur's Treasure Hunt)/왕의 귀환(The Return of the King)
10. 티블스 쌍둥이의 공격(Attack of the Turbo Tibbles)/도라의 이빨 요정 속이기(D.W. Tricks the Tooth Fairy)
11. 티블스 되기(Double Tibble Trouble)/아서의 상상 뮤직 비디오(Arthur's Almost Live Not Real Music Festival)
12. 겁 없는 아이, 수 엘렌(What Scared Sue Ellen?)/할머니의 인형(Clarissa is Cracked)
13. 인형 열풍(Arthur's Dummy Disaster)/프랜신과 고양이(Francine and the Feline)
14. 엄마, 아빠의 부부싸움(Mom and Dad Have a Great Big Fight)/도라의 소원(D.W.'s Perfect Wish)
15. 방 정리(Arthur and D.W. Clean Up)/지루한 겨울(The Long, Dull Winter)

### 시즌 4 (1999년)
1. 도라의 도서 대출증(D.W.'s Library Card)/아서의 주먹(Arthur's Big Hit)
2. 뱀 소동(Hide and Snake)/머피의 새 친구(Muffy's New Best Friend)
3. 버스터의 천식(Buster's Breathless)/유령의 집(The Fright Stuff)
4. 공모전(The Contest)/증명해봐!(Prove It!)
5. 눈보라(The Blizzard)/선생님이 우리 집에 산대요(The Rat Who Came to Dinner)
6. 도라는 이야기꾼(D.W. Tale Spins)/프루넬라의 생일 선물(Prunella Gets it Twice)
7. 빙키의 나비 채집(Binky Barnes, Wingman!)/이기느냐 지느냐 그것이 문제로다(To Beat or Not To Beat)
8. 아버지의 날(1001 Dads)/프루넬라의 예언(Prunella's Prediction)
9. 저게 뭐지?(What is that Thing?)/버스터가 제일 잘하는 것(Buster's Best Behavior)
10. 나의 음악적 원칙(My Music Rules)/그건 애들이나 보는 거야!(That's a Baby Show!)

### 시즌 5 (2000년)
1. 아서와 수수께끼(Arthur and the Big Riddle)/무모한 도전(Double Dare)
2. 우리 엄마, 아빠는 이상해(Kids are from Earth, Parents are from Pluto)/도둑질(Nerves of Steal)
3. 수학 퀴즈 대회(It's a No-Brainer)/바닷가 이야기(The Shore Thing)
4. 세계기록(The World Record)/동굴(The Cave)
5. 머릿니 소동(The Lousy Week)/넌 아서야!(You Are Arthur)
6. 선거(The Election)/전쟁에 나선 프랜신(Francine Goes to War)
7. 버스터의 잠 못 드는 밤(Sleep No More)/고양이 돌보기(Pet Peeved)
8. 매리 무 카우 마지막 회(The Last of Mary Moo Cow)/비치의 남자친구(Bitzi's Beau)
9. 과식(Just Desserts)/할아버지의 보물지도(The Big Dig)
10. 아서와 도라의 다툼(Arthur's Family Feud)/머피의 청소년 되기(Muffy Gets Mature)

### 시즌 6 (2001년)
1. 수 엘렌의 컴퓨터 게임(Sue Ellen Gets Her Goose Cooked)/제1인자(Best of the Nest)
2. 블루스 연주자 아서(Arthur Plays the Blues)/버스터의 달콤한 성공(Buster's Sweet Success)
3. 프루넬라의 특별한 책(Prunella's Special Edition)/개와 아기의 세상(The Secret Life of Dogs and Babies)
4. 더피와 축구(Derpy's Soccer Shocker)/빙키의 클라리넷(Brother Can You Spare a Clarinet?)
5. 버스터와 혜성(The Boy Who Cried Comet)/아서와 이웃(Arthur and Los Vecinos)